# Товарен кораб H-II
Товарен кораб H-II (TKHII) е японски непилотиран снабдителен кораб за Японския експериментален модул на Международната космическа станция и на останалата част от станцията при нужда.
Японската агенция за аерокосмически изследвания е работила по конструкцията от началото на 1990-те. Първоначално се предполага да бъде изстрелян през 2001 г., но впоследствие е отложен за 2009 г.
Планира се да бъде изстрелван по един кораб годишно. При нужда Японската аерокосмическа агенция може да произвежда и изстрелва до два годишно.

## Полети
| Кораб                | Изстрелване       | Скачване          | Разкачване       |
| -------------------- | ----------------- | ----------------- | ---------------- |
| HTV-I (TDV)          | 10 септември 2009 | 17 септември 2009 | 30 октомври 2009 |
| HTV-II (Kounotori 2) | 22 януари 2011    | 27 януари 2011    | 28 март 2011     |
| HTV-III              | 21 юли 2012       | 27 юли 2012       |                  |
| HTV-IV               | 2013              |                   |                  |
| HTV-V                | 2014              |                   |                  |

## Устройство
TKHII е 9,8 м дълъг (включително двигателните сопла в задния му край) и 4,4 метра широк. Празен тежи около 10,5 тона, и носи до 6 тона товар към МКС, и до 6 тона отпадъци (след разкачване от МКС). Целевата му орбита за скачване с МКС е кръгова, с височина 350 до 460 км, и наклон 51.6 градуса.
Разполага с 4 главни и 28 допълнителни двигателя. Главните двигатели са тип R-4D (използван на Аполо), с тяга 500 нютона всеки. Допълнителните двигатели са тип R-1E (използван като управляващи двигатели на космическата совалка), и имат тяга 110 нютона всеки. Използват се предимно за управление на кораба. И двата типа двигатели работят с хиперголичен бипропелант – монометилхидразин като гориво и азотно-окисна смес MON3 като окислител. Произведени са от американската фирма Аероджет.
През центъра на двигателния модул и модула за управление преминава надлъжен празен канал с ширина около 1 м. Това би позволило той да бъде херметизиран, и на кораба да бъде поставен отзад втори скачващ възел, така че той да може да се скачва към 2 модула едновременно.
По външната обвивка са монтирани слънчеви панели.
Част от системата за управление и скачване на кораба са и Близостната комуникационна система (Proximity Communication System, PROX) и Лазерният радарен рефлектор (Laser Radar Reflector, LRR), които се използват при доближаването на TKHII към МКС, и са разположени върху и в японския модул Кибо.
Корабът се състои от двигателен модул, модул за управление и два товарни модула. Модулите могат да бъдат от нехерметичен и от херметичен тип. Могат да бъдат комбинирани херметичен и нехерметичен, или два херметични модула (вариантът с два нехерметични модула би бил по-дълъг, което може да създаде проблеми при изстрелването).

### Двигателен модул
Както всички други модули, той е широк около 4.4 м. Дълъг е 1.27 м (без соплата на двигателите). На него са монтирани главните и 20 от управляващите двигатели.
Във вътрешността на модула се намират 4 сферични резервоара за пропелант – по 2 за гориво и окислител. Побират до 918 кг. гориво (монометилхидразин) и до 1514 кг. окислител (MON3). Разположени са симетрично около централната ос на модула. До тях се намират 4 по-малки сферични резервоара за сгъстен хелий, който се използва за изтласкване на пропеланта към двигателите.
Главните двигатели са монтирани отзад на модула, на равни разстояния един от друг, в кръг с ширина около 2.5 метра. Свързани са по два към две системи за захранване с гориво. Мощността им е по 490 нютона на двигател.
По периферията на модула, срещу всеки главен двигател, са монтирани 4 двигателни блока, всеки с по 5 управляващи двигателя. По два от двигателите на блок са насочени косо вляво и косо вдясно, и един е насочен назад. (Другите 8 управляващи двигателя са монтирани върху херметичния модул.) Мощността им е по 110 нютона на двигател.

### Модул за управление на кораба
Представлява пръстеновиден модул, дълъг 1.25 м. Той разпределя електричеството, генерирано от слънчевите панели или идващо от батерии, към всички други модули на кораба. Той получава командите, изпращани от земята чрез спътника TDRS на НАСА, и ги препредава на другите модули. Пак той изпраща телеметричната информация до Земята или МКС.
Модулът съдържа следните подсистеми:
- Подсистема за управление и навигация – след излизането на орбита, тази система събира навигационната информация от сензорите за позиция и височина. Тя управлява полета (автономен или пилотиран от разстояние). Състои се от GPS антена, сензори за скачване, сензор за позициониране спрямо Земята, навигационен компютър и блок за управление на аварийното отдалечаване от МКС.
- Навигационна подсистема – състои се от Интерорбитална система за връзка, която подсигурява връзката със спътника TDRS на НАСА, и Близостна комуникационна система, която поддържа пряка връзка с МКС при достатъчна близост със станцията. И двете системи работят в S-диапазона.
- Подсистема за предаване на данни – получава команди от Земята и МКС, и предава телеметрични данни към Земята и МКС. Тя управлява също така терморегулацията на модула за управление и двигателния модул, поддържането на жизнената среда в херметичния товарен модул, контрола и следенето за аномалии в системите на кораба и прехвърлянето на данни между всички корабни системи.
- Подсистема за електрическо захранване – състои се от два основни захранващи блока (Main Bus Units, MBU), единадесет непрезареждаеми батерии (Primary Batteries, P-BAT), два блока за проследяване на разреждането на батериите (Battery Discharge Control Units, BDCU), една презареждаема батерия (Secondary Battery, S-BAT) и блок за контрол на напрежението (Power Control Unit, PCU). При полет генерираното от слънчевия панел електричество се регулира от блока за контрол на напрежението, захранва основните блокове и зарежда презареждаемата батерия. Ако корабът е в сянката на Земята, компонентите биват захранвани от заряда в батериите. По време на скачване с МКС, когато корабът не получава захранване от станцията, системите му биват захранвани от непрезареждаемите батерии. Ако корабът получава захранване от станцията, то преминава през конвертор на напрежение и захранва системите на кораба.
- Слънчев панел – състои се всъщност от 57 слънчеви панела, инсталирани по външната обшивка на кораба: 20 върху херметичния модул, 23 върху нехерметичния модул, 8 върху модула за управление и 6 върху двигателния модул.

### Нехерметичен товарен модул
Нехерметичният модул е по-лек от херметичния. По тази причина различните комбинации от херметични и нехерметични модули дават различно максимална товароносимост за полезен товар на кораба като цяло.
Дължината на модула е 3.5 м, максималният товар – до 1500 кг. Предвиден е да носи нехерметичен товарен палет, в който се зарежда оборудване, което ще бъде монтирано в нехерметични условия. Модулът има на едната си страна люк, през който палетът могат да бъдат изваждан и поставян обратно. Част от него са следните механизми:
- Прикрепващи и отделящи механизми – четири броя, те придържат нехерметичния палет прикрепен към модула по време на полет и скачване с МКС. В скачено положение механизмите могат да освободят палета, или да го захванат отново след обратното му поставяне.
- Придържащ механизъм – това е механизмът, който придържа палета, и го изважда от или прибира в модула.
- Механизъм за разделяне на скачването – разположен е до отвора на модула, и разкачва захранващите кабели и кабелите за данни от палета преди изваждането му от модула.

При изваждане и поставяне палетът се движат в модула по водещи релси, монтирани по една от лявата, дясната и долната страни на модула. За улесняване на плъзгането, палетът е снабден с колелца, чрез които се плъзгат по релсите – по девет отляво и отдясно, и едно отдолу.

#### Нехерметични палети
Нехерметичният палет е оборудван със следните механизми:
- Механизъм за прикрепване на товара (HTV Cargo Attachment Mechanism, HCAM) – прикрепва към палета поставените в него блокове. Прикрепването се извършва чрез захващане на четирите долни ъгъла на всеки блок.
- Механизъм за отделяне на кабелите (HTV Connector Separation Mechanism, HCSM) – отделя при изваждане на блоковете от палета кабелите, които свързват всеки блок с палета, и служат за захранване на нагревателите на блока. (Не е предвиден да свърже обратно кабелите при поставяне на блок в палета.)
- Захвати (Flight Releasable Grapple Fixture, FRGF / Power and Video Grapple Fixture, PVGF) – механизми, за които механичните ръце на станцията захващат палета при изваждането от и поставянето му в нехерметичния модул. Захватът PVGF може да предава захранване и данни между палета и станцията чрез механичната ръка на станцията или захранващ куплунг.

Палетът получава 50 волта електрическо захранване от нехерметичния модул по време на полет, и 120 волта по време на скачване със станцията. След като палетът бъде изпразнен и откачен от нехерметичния отсек на Кибо, към него не се подава захранване.
Стандартно палетите се изваждат от кораба чрез механичната ръка на станцията, която ги подава на механичната ръка на Кибо. Тя ги прикрепва към основата на станцията или към нехерметичния отсек на Кибо. След като съдържанието на палета бъде извадено и разпределено, в него бива поставено използвано аналогично оборудване, и той бива поставен обратно в нехерметичния модул.
Палетите са от два типа: тип I и тип III.

##### Палет тип I
Този тип палети носи оборудване, което ще бъде използвано върху Външната експериментална платформа на Японския експериментален модул на МКС. След изваждане той бива прикрепван към нехерметичния отсек на Кибо. В един палет могат да бъдат поставени два или три блока с оборудване.

##### Палет тип III
Този тип палети е предназначен за американски стандарт орбитални ремонтни модули, като например модули с батерии. След изваждане той бива прикрепван към общата структура на станцията. В един палет могат да бъдат поставени до 6 орбитални ремонтни модула.

### Херметичен товарен модул
Херметичният модул е дълъг 3.14 м. Може да носи до 4500 кг. товар. Има скачващ възел, разработен в Япония, но съвместим с американския стандарт. Разполага с 300-литров резервоар за вода.
Предназначен е да превозва до 8 стелажа, съвместими със стандарта Международен стандартен транспортен стелаж. След предвиденото за 2010 г. пенсиониране на совалките, това ще е единственият космически кораб, който ще може да превози цял МСТС до МКС. (АТК също превозва такива стелажи, но се предвижда да бъде оборудван с по-тесния руски тип скачващ възел, през който те не могат да преминат цели.)
Вътрешността на модула е разделена на два отсека: Отсек 1 (откъм люка) и Отсек 2 (откъм задната част). Всеки отсек побира по 4 стелажа, които се обозначават като „преден“, „заден“, „ляв“ и „десен“.
Стелажите в Отсек 2 са от типа HTV Resupply Rack (HRR), съвместими със стандарта МСТС само като размери. Не могат да бъдат демонтирани и изваждани от кораба. Съдържанието им се изважда и пренася в МКС със специалните торби, в които е поставено, и на негово място се поставят отпадъци от МКС.
Стелажите в Отсек 1 могат да бъдат стандартни МСТС, или HRR. За разлика от HRR, МСТС могат да бъдат демонтирани и пренасяни в МКС, и на тяхно място могат да бъдат монтирани стелажи от МКС.
Електрическата система на модула захранва оборудването му при полет с 50 волта прав ток, получаван от Модула за управление на кораба. В скачено с МКС състояние системата получава 120 волта прав ток от станцията и ги разпределя към оборудването си и Модула за управление на кораба.
Температурата в модула се регулира от нагреватели, инсталирани във вътрешната му стена. Преди скачването към МКС тя бива изравнена с тази в станцията, за да се предотврати кондензиране на влага в модула.
Налягането в модула се поддържа на 1 атмосфера (еднакво с това в МКС). Регулирането му се извършва от датчици чрез клапи. При скачване с МКС циркулацията на въздуха между модула и МКС се осигурява от вентилаторите на междумодулната вентилационна система. Модулът съдържа детектори за дим; при задействане те включват алармен сигнал и спират междумодулната вентилационна система. Детекторите могат да бъдат извадени от модула, съхранявани на МКС и поставени в новоскачил се кораб; това спестява разходите по производство и теглото при изстрелване на нови детектори с всеки кораб.
Вътрешното осветление на модула се извършва от четири лампи, които се включват и изключват ръчно. В модула има поставени и фосфоресциращи лепенки, които указват изхода му при изключено осветление. Лампите могат да бъдат извадени от модула, съхранявани на МКС и поставени отново в новоскачил се кораб.
По външната обвивка на модула са поставени четири ориентационни светлини (две червени отдясно и две зелени отляво) и две мигащи светлини за сближаването (една бяла и една жълта). С тяхна помощ екипажът на МКС може да определи мястото и положението на TKHII при сближаване към или отдалечаване от МКС. Светлините по сближаването са видими за екипажа от 1000 метра разстояние, ориентационните – от 500 метра.
В предната част на херметичния модул са монтирани 8 управляващи двигателя – 4 симетрично отстрани на модула, насочени настрани, и 4 върху предната му повърхност, симетрично около скачващия възел, насочени напред. (Останалите 20, както и главните двигатели, са монтирани върху двигателния модул.)

### Система за контрол на сближаването
Сближаването на кораба към МКС се контролира чрез т.нар. Близостна комуникационна система. Тя се състои от комуникационна антена, GPS антена, пулт за управление и комуникационно оборудване.
Комуникационното оборудване е разположено в дясната половина на стелажа на интерорбиталната комуникационна система в херметичния отсек на японския модул Кибо.
Комуникационната антена е прикрепена към предната външна стена на херметичния отсек на Кибо, а GPS антената – към херметичния му логистичен отсек.
Пултът за управление временно се намира на пулта за управление на механичната ръка на станцията, който се намира в лабораторния модул Дестини; след пристигането на Транквилити (Възел 3) на станцията пултът за управление ще бъде преместен в Купола. На него са изнесени на клавиши четири команди, които могат да бъдат подадени към TKHII: ABORT (аварийно отдалечаване), RETREAT (връщане назад), HOLD (задържане в това положение) и FREE DRIFT (изключване на двигателите на кораба, за да може да го захване механичната ръка на станцията).
При доближаването на кораба към МКС комуникационната антена установява връзка с него и му предава данните от GPS антената за местоположението и скоростта на МКС, и евентуално команди, изпратени от наземен център за управление. Успоредно с това, корабът предава своите данни на МКС.
При достатъчна близост се включва монтираният на кораба лазерен сензор за контрол на сближаването. Лъчите на лазера се отразяват от рефлектори, инсталирани на обърнатата към Земята страна на модула Кибо. Данните от сензора се използват за точното позициониране на кораба под МКС.

## Цикъл на живот на кораба

### Производство
Корабът се произвежда от японската фирма Мицубиши Хеви Индъстриз (Mitsubushi Heavy Industries). Състои се от над 800 000 детайла.

### Подготовка за изстрелване
Отделните модули на кораба се доставят на Стартов комплекс Йошинобу в Космическия център Танигашима, в т.нар. Втора сграда за сглобяване на кораби и ракети. Там подготовката и сглобяването се извършват по следната процедура:
1. Проверка след доставянето
2. Зареждане на товара в Херметичния товарен модул и в Нехерметичния товарен палет
3. Инсталиране на Нехерметичния товарен палет в Нехерметичния товарен модул
4. Свързване на Херметичния и Нехерметичния товарни модули
5. Свързване към тях на Модула за управление на кораба и на Двигателния модул
6. Изпитания на кораба като цяло
7. Зареждане на кораба с пропелант (извършва се около месец преди стартовата дата)
8. Общ преглед на готовността за полет – извършва се съвместно от НАСА и ДЖАКСА около три седмици преди датата на изстрелване
9. Инсталиране на кораба в аеродинамичния обтекател, който ще го защитава по време на изстрелване – около 20 дни преди датата на изстрелване
10. Преместване на кораба в Сградата за сглобяване на ракетата, където той ще бъде монтиран на ракетата H-IIB.
11. Зареждане на последните товари в Херметичния товарен модул, т.нар. „Последен достъп“ – около една седмица преди изстрелване. Извършва се през специална врата с размери 130 на 130 см. в аеродинамичния обтекател.
12. Извеждане на ракетата с монтирания на нея кораб на Стартова площадка 2 – в деня на изстрелването.

### Изстрелване
Изстрелването на кораба се извършва чрез ракета H-IIB от Стартова площадка 2 на Стартов комплекс Йошинобу. Прозорец за изстрелване има веднъж дневно, поради необходимостта от напасване към орбитата на МКС.
След изстрелването четирите твърдогоривни ускорителя се отделят два по два, първата двойка приблизително 2 минути и 4 секунди след старта, втората 2 минути и 7 секунди след старта. Аеродинамичният обтекател се отделя приблизително 3 минути и 40 секунди след старта. Първата степен се отделя приблизително 5 минути и 54 секунди след старта.
След отделянето на първата степен се включва втората. Тя извежда кораба на елиптична орбита с перигей 200 км и апогей 300 км, и инклинация 51.6 градуса. Приблизително 15 минути и 11 секунди след изстрелването тя се отделя от кораба.
Следва активирането на системите на HTBII. Корабът определя ориентацията си и извършва вътрешна диагностика. След това установява връзка със спътника TDRS на НАСА, и се свързва с Центъра за управление на мисията на HTBII, който е част от Космическия център Цукуба.
След отделянето комуникационните системи на кораба се включват и автоматично установяват връзка с Центъра по управление на полета в Цукуба, Япония, и с проследяващия и релеен (TDRS) спътник на НАСА.

### Сближаване и скачване на кораба с МКС
След активирането на системите на кораба той започва маневри за сближаване с МКС. Тези маневри отнемат 3 дни, и довеждат кораба до т.нар. точка на комуникационна близост с МКС, намираща се на 23 км зад станцията. На това разстояние корабът вече може да се свърже пряко с МКС чрез апаратурата за връзка, монтирана в модула Кибо.
След достигане на точката на комуникационна близост корабът установява връзка с МКС. Използвайки GPS система за относителна навигация, след това той поема към т.нар. изходна точка за сближаване, на 5 км зад МКС. В тази точка той спира приближаването си към станцията, докато не получи разрешение за по-нататъшно сближаване от екипа за контрол на полета на МКС.
След получаване на разрешението HTBII се доближава до МКС по следната процедура:
1. Корабът се премества от изходната точка на сближаване в точка, намираща се 500 м. под МКС, координирайки се чрез GPS системата за относителна навигация
2. Включва се лазерният сензор за взаимно установяване на местоположението. Оттук нататък сближаването се извършва по негови данни; GPS системата играе резервна роля. Скоростта на сближаване в този режим е между 1 и 10 м (колкото по-близко до МКС, толкова по-бавно).
3. Корабът се измества в точка, намираща се 300 м. под МКС (т.нар. hold point). В тази точка се обръща на 180 градуса, за да може да изпълни при нужда маневра за аварийно отдалечаване. След това спира и изчаква потвърждение, за да продължи сближаването.
4. Корабът се измества в точка, намираща се 30 м. под МКС (т.нар. parking point). Там спира и изчаква потвърждение, за да продължи сближаването.
5. Корабът се измества в точка, намираща се 10 м. под МКС (т.нар. точка на скачване – berthing point). Там спира и изчаква захващане от механичната ръка на МКС.
6. Когато екипът по контрол на полета на HTBII потвърди, че точката на скачване е достигната, екипажът на МКС изпраща на кораба команда за изключване на двигателите му.
7. Механичната ръка на МКС захваща кораба за специална структура, монтирана на него.
8. Механичната ръка на МКС премества кораба и го скачва към долния (обърнат към Земята) скачващ възел на модула Хармъни.

По време на доближаването на кораба към МКС астронавтите могат да му подадат команда за спиране на приближаването, връщане в предишната изходна точка, аварийно отдалечаване или изключване на двигателите. Ако захващането от механичната ръка се окаже несполучливо, астронавтите могат да изпратят команда за отделяне на структурата за скачване от кораба.

### Полет заедно с МКС
След скачването астронавтите свързват необходимите кабелни куплунги към скачващия възел, на който е корабът. След това по команда от Центъра за управление на полета на HTBII в херметичния му модул се включват светлините и се регулира въздушното налягане, и температурата в модула се установява над 15.6 градуса, за да се избегне кондензирането на влага в него.
След това астронавтите отварят люковете на модула Хармъни и на кораба. Включва се междумодулната вентилационна система. След това астронавтите влизат в херметичния модул и поставят в него ръководство за действие при аварийни ситуации, преносим кислороден апарат и преносим пожарогасител.
След тази процедура може да започне разтоварването на кораба. То се извършва по предварително подготвен списък. След като всичкият товар бъде пренесен в МКС, започва прехвърлянето в кораба на отпадъци и използвано оборудване.
Нехерметичният палет се изважда от нехерметичния транспортен модул чрез механичната ръка на МКС, и се прикрепя към основата на нехерметичния отсек на Японския експериментален модул „Кибо“ (чрез механичната ръка на модула), или към подвижната основа на механичната ръка. Там свързаното към него оборудване се откача и прехвърля където е необходимо.
Корабът може да остане скачен към станцията за период от поне 45 дни (ако е необходимо, по-кратко).

### Отделяне и унищожаване на кораба
След поставяне в кораба на отпадъци и използвано оборудване, корабът се отделя от МКС. Процедурата по разкачването е следната:
1. Екипажът на МКС извършва подготовка за разкачване на HTBII.
2. Изключва се междумодулната вентилационна система.
3. Екипажът на МКС разкачва връзките между кораба и модула Хармъни, и затваря люковете на кораба и Хармъни.
4. Механичната ръка на станцията захваща кораба.
5. Корабът бива деактивиран.
6. Разкачва се скачващият възел.
7. Механичната ръка премества кораба в точката на скачване, 10 м под станцията, и го освобождава.
8. Двигателите на кораба биват активирани, и той се отдалечава от МКС.

След като корабът се отдалечи от станцията, извършва две орбитални маневри, за да премине на орбита за навлизане в атмосферата на Земята. След това се уточнява моментът на маневрите за деорбитиране. След това те се извършват, и корабът навлиза и изгаря в атмосферата. Останките му падат в област на Южния Тихи океан, простираща се между Нова Зеландия на запад, остров Огнена земя на изток, 45-ия паралел на север и 50-ия паралел на юг. (Като резервен вариант се планира изгаряне над Индийския океан.)